# Jabal aḑ Ḑāhir
Jabal aḑ Ḑāhir är ett berg i Förenade Arabemiraten.   Det ligger i emiratet Fujairah, i den nordöstra delen av landet, 220 kilometer nordost om huvudstaden Abu Dhabi. Toppen på Jabal aḑ Ḑāhir är 455 meter över havet.
Terrängen runt Jabal aḑ Ḑāhir är huvudsakligen kuperad, men österut är den platt. Terrängen runt Jabal aḑ Ḑāhir sluttar österut. Närmaste större samhälle är Khawr Fakkān, 10,7 kilometer sydost om Jabal aḑ Ḑāhir.
Trakten runt Jabal aḑ Ḑāhir är ofruktbar med lite eller ingen växtlighet.